# Epicauta flagellaria
Epicauta flagellaria là một loài bọ cánh cứng trong họ Meloidae. Loài này được Erichson miêu tả khoa học năm 1848.